# Ablahan Haliq
Ablahan Haliq (uigurisch ئابلاھان ھالىق, chinesisch 阿布拉汗·哈力克 Ābùlāhàn Hālìkè, * 26. April 2001 in Kashgar) ist ein chinesischer Fußballspieler uigurischer Abstammung.

## Leben und Karriere

### Verein
Haliq spielte in den Jugendvereine von Shaanxi FA und Henan Songshan Longmen. Seit 2021 ist er im Verein Shanghai Port FC aktiv. Er debütierte Debüt am 22. April 2021 in einem Ligaspiel gegen Tianjin Jinmen Tiger bei einem 6:1-Sieg. Sein erstes Tor erzielte er am 6. August 2021 in einem Ligaspiel gegen Dalian Professional erzielte und das Team gewann mit 5:0.

### Nationalmannschaft
Haliq begann 2020 seine Nationalmannschaftskarriere bei den U20-Junioren der China. 2021 trat er der China U23 bei.